# Ain Hawr
Ain Hawr hay Ain Hur (tiếng Ả Rập: عين حور) là một ngôi làng Syria ở huyện Al-Zabadani của tỉnh Rif Dimashq. Theo Cục Thống kê Trung ương Syria (CBS), Ain Hawr có dân số 1.974 người trong cuộc điều tra dân số năm 2004. Cư dân của nó chủ yếu là người Hồi giáo Sunni.